# Aéroport de Vérone
L'aéroport de Vérone (code IATA : VRN • code OACI : LIPX), encore appelé aéroport Valerio Catullo Villafranca  ou simplement aéroport Vérone-Villafranca, est l'aéroport international qui dessert la région de Vérone. Il porte le nom d'un poète de l'époque romaine (Catulle en français) qui serait né à Vérone ou aux environs.

## Histoire

### Débuts
Villafranca était une base aérienne durant la Première Guerre mondiale. L'aérodrome s'ouvre progressivement au trafic civil à la même période avec des liaisons quotidiennes vers Rome puis progressivement à des vols charters vers l'Europe du Nord.
Vers la fin des années 1970, avec le concours de la province de Vérone, la commune de Vérone et la chambre de commerce locale, l'aéroport de Villafranca construit un terminal pour les passagers, ainsi que des bureaux. L'entité gérant le site, Aeroporto Valerio Catullo di Verona Villafranca S.p.A., est fondée en décembre 1978.

### Expansion dans les années 90 et 2000
En 1990, le terminal passager est agrandi afin de répondre à l'augmentation du trafic. Le tarmac est élargi et l'accès routier est facilité avec la construction de la nouvelle rocade à Vérone (SS12) à l'occasion de la Coupe du monde de football de 1990.
En 1995, la fréquentation de l'aéroport passe à un million de passagers par an, puis à 2 millions en 2001 et encore à 3 millions en 2006.
En mai 2006, un nouveau terminal d'arrivées, le Terminal 2, est ouvert : il se situe à côté du terminal d'origine, aujourd'hui le Terminal 1.

## Situation

### Carte des aéroports en Italie
| \| 100 km1:7 506 000 \| Abruzzes Alghero Ancône Bari Bergame Bologne Bolzano Brescia Brindisi Cagliari Catane Comiso Grosseto Coni Elbe Florence Foggia Gênes Lamezia Terme Lampedusa Milan L. Milan M. Naples Olbia Palerme Pantelleria Parme Pérouse Pise Reggio de Calabre Rimini Rome C. Rome F. Salerne Trapani Trévise Trieste Turin Venise Vérone |
| 100 km1:7 506 000 |

## Statistiques
Pour des raisons techniques, il est temporairement impossible d'afficher le graphique qui aurait dû être présenté ici.

Voir la requête brute et les sources sur Wikidata.

## Compagnies aériennes et destinations

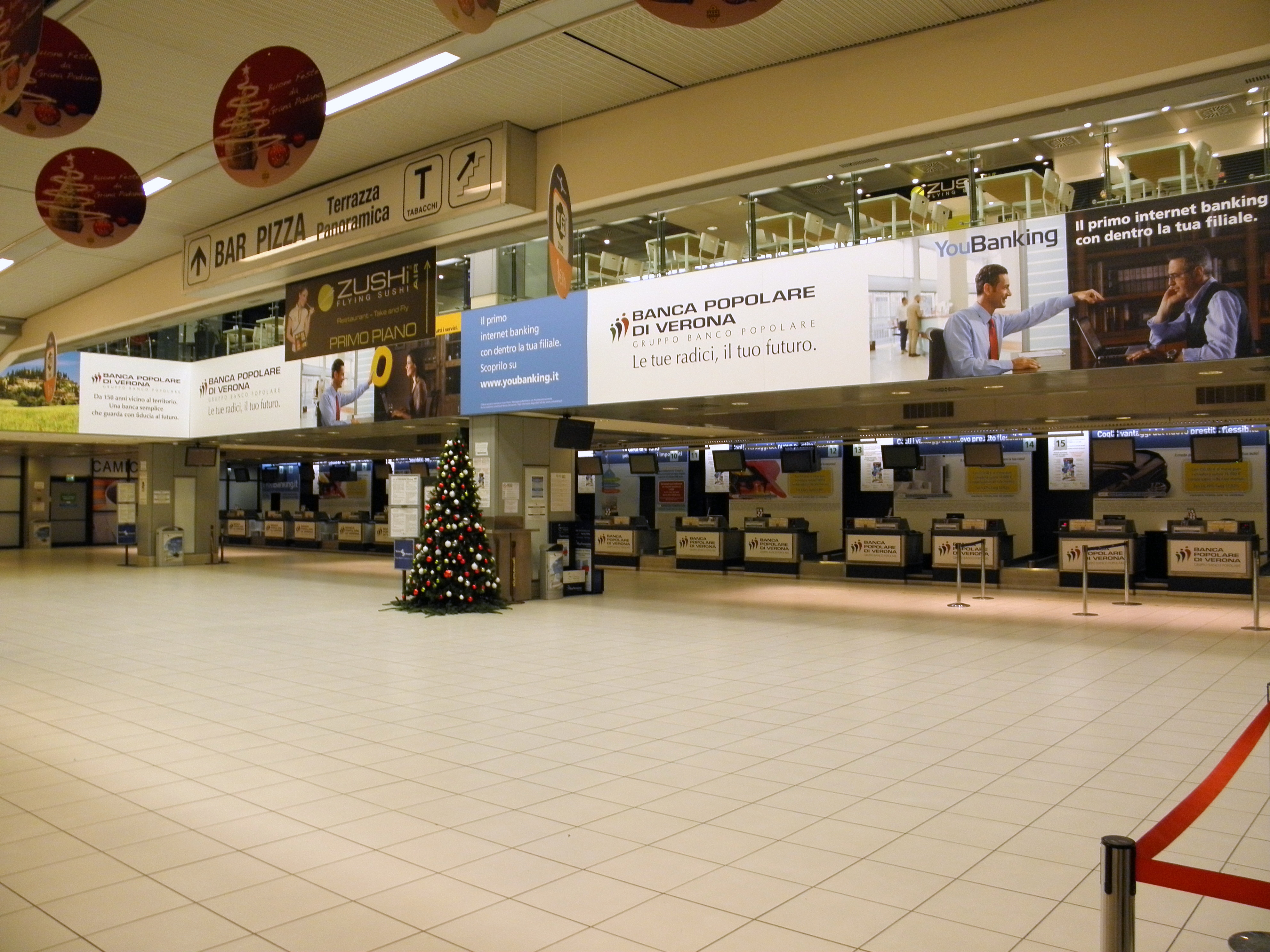
Aire d'enregistrement.

| Compagnies            | Destinations |
| --------------------- | --- |
| Aer Lingus            | Dublin |
| Air Albania           | Tirana |
| airBaltic             | En saison: Riga |
| Air Dolomiti          | Francfort, Munich |
| Air France            | En saison: Paris-Charles de Gaulle |
| Air Moldova           | Chișinău |
| AlbaStar              | En saison: Lampédouse |
| Albawings             | Tirana |
| Arkia                 | En saison: Tel Aviv - Ben Gourion |
| Bees Airlines         | Bucarest-H. Coandă |
| Bluebird Airways      | En saison: Tel Aviv - Ben Gourion |
| British Airways       | Londres-Gatwick |
| easyJet               | Londres-Gatwick |
| Eurowings             | En saison: Cologne/Bonn-K. Adenauer, Hambourg-H.-Schmidt |
| Finnair               | En saison: Helsinki |
| FlyOne                | Chișinău |
| Iberia Regional       | En saison: Madrid-Barajas |
| ITA Airways           | En saison: Rome-Fiumicino |
| Jet2.com              | En saison: - Belfast, - Birmingham, - Bristol, - East Midlands, - Édimbourg, - Leeds-Bradford, - Londres-Stansted, - Manchester, - Newcastle |
| Neos                  | - Charm el-Cheikh, - Fuerteventura, - Ibiza, - La Romana-Casa de Campo, - Marsa Alam, - Reykjavik-Keflavík En saison: - Brindisi Papola/Casale, - Cagliari, - Catane-Fontanarossa, - Dakar-B. Diagne, - Héraklion-N. Kazantzákis, - Karpathos, - Kos, - Lamezia Terme, - Las Palmas/Gran Canaria, - Malé Velana, - Marsa Matruh, - Minorque-Mahón, - Monastir, - Montego Bay-Donald Sangster, - Mykonos, - Olbia-Costa Smeralda, - Palerme Falcone-Borsellino, - Palma de Majorque, - Rhodes-Diagoras, - Santorin, - Tel Aviv - Ben Gourion, - Ténériffe-Sud Reine Sofia, - Zanzibar En saison charter : Derry |
| Norwegian Air Shuttle | En saison: Oslo-Gardermoen |
| Ryanair               | - Bari-Karol Wojtyła, - Brindisi Papola/Casale, - Cagliari, - Catane-Fontanarossa, - Charleroi Bruxelles-Sud, - Dublin, - Lamezia Terme, - Londres-Stansted, - Manchester, - Naples-Capodichino, - Palerme Falcone-Borsellino En saison: Birmingham, Corfou-I. Kapodístrias, Édimbourg, Palma de Majorque |
| Transavia             | En saison: Amsterdam |
| TUI Airways           | Birmingham, Bristol, Londres-Gatwick, Manchester En saison: Édimbourg, Glasgow, Newcastle En saison charter: Dublin |
| Tus Airways           | En saison: Tel Aviv - Ben Gourion |
| Volotea               | - Berlin-Brandebourg, - Cagliari, - Catane-Fontanarossa, - Naples-Capodichino, - Olbia-Costa Smeralda, - Palerme Falcone-Borsellino, - Paris-Charles de Gaulle En saison: - Alghero-Fertilia, - Athènes E.-Venizélos, - Barcelone-El Prat, - Héraklion-N. Kazantzákis, - Ibiza, - Lampédouse, - Minorque-Mahón, - Mykonos, - Pantelleria, - Paris-Orly, - Santorin, - Zurich |
| Vueling               | En saison: Barcelone |
| Wizz Air              | Catane-Fontanarossa, Chișinău, Palerme Falcone-Borsellino, Tirana En saison: Gdańsk-L. Wałęsa, Londres-Gatwick, Poznań (Posnanie)-H. Wieniawski |

Note : au 16/07/2018  Actualisé le 18/01/2023

## Accès et transports au sol
Une navette, Aerobus (199) gérée par la société ATV, relie l'aéroport avec la gare de Vérone-Porta-Nuova .
Durant l'été, une ligne de bus relie également l'aéroport avec le lac de Garde.